# Igloolik
Igloolik é uma vila localizada na ilha Igloolik, na Região de Qikiqtaaluk, norte de Nunavut, Canadá. Por causa da sua proximidade com a Península de Melville, é-se levado a crer que a vila se situa na península, porém situa-se na ilha Igloolik. O seu nome significa Há uma casa aqui (there's a house here).
O gentílico é Iglulingmiut (~miut se refere ao habitante de).[carece de fontes?]

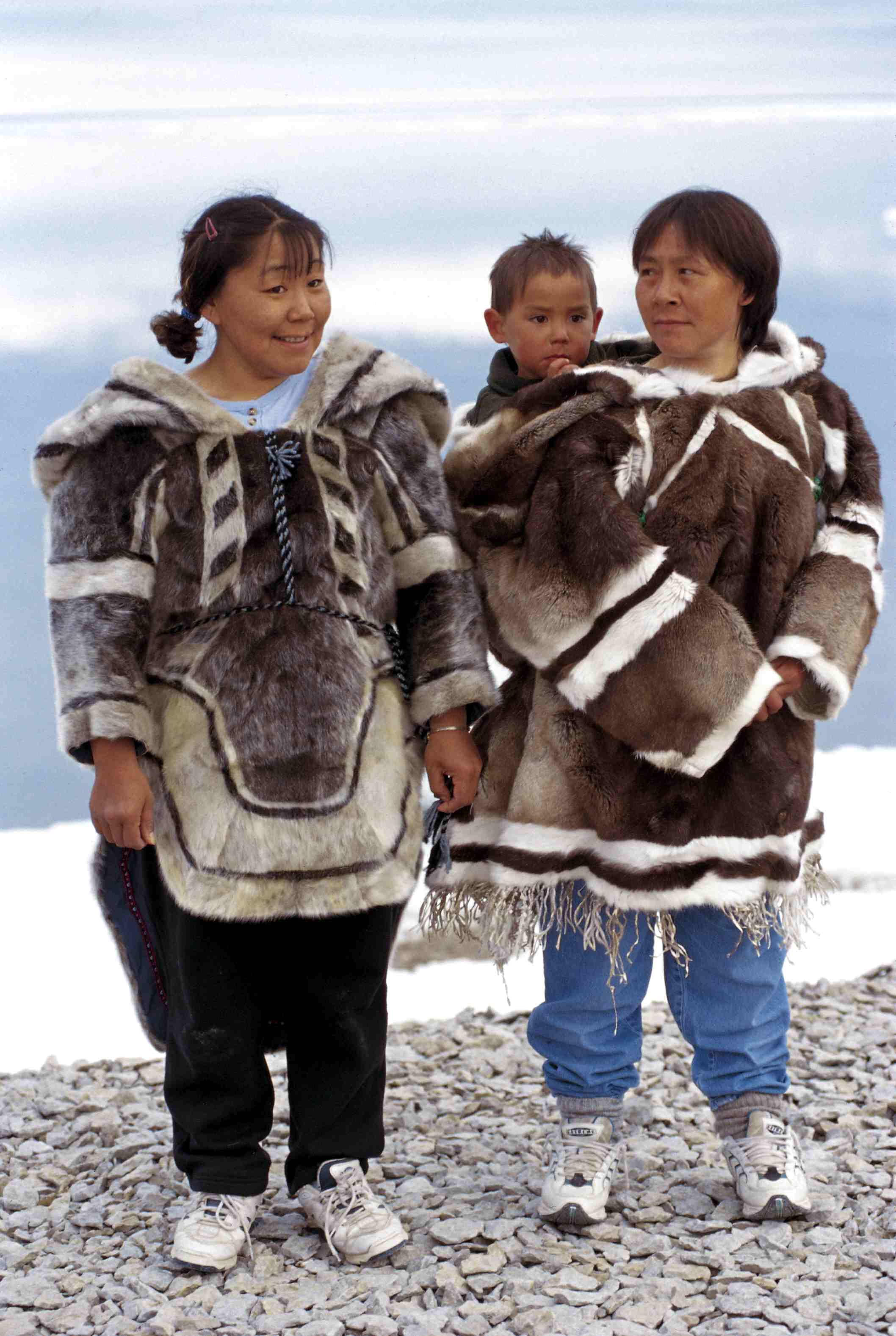
População local

Sua população é de 1538 de acordo com o censo de 2006, mas estimativas de 2009, indicam um crescimento populacional de 3,8% ficando com uma população de 1720 habitantes.[carece de fontes?]

## Cultura
Antropologicamente, os Inuits Iglulik são geralmente considerados os Iglulingmiut, os Aivilingmiut, e os Tununirmiut, os Inuits do norte da Ilha de Baffin, na Ilha de Southampton e na Península de Melville.
Igloolik é também a base do único circo Inuit, Artcirq. Este coletivo atua na produção de vídeos, produção musical e apresentações de espetáculos circenses ao vivo. No início de 2008, quando as temperaturas em Igloolik estavam em -50 °C (-58 °F), oito membros do Artcirq foram para Essakane ao norte de Tombuktu, Mali, onde as temperaturas eram de 40°C (104°F), para se apresentar no Festival au Desert. Em fevereiro de 2010, seis membros do Artcirq representaram Nunavut em apresentações nos Jogos Olímpicos de Inverno de 2010 em Vancouver, Colúmbia Britânica.
Em 2017, o documentarista Alan Zweig lançou There Is a House Here, um documentário sobre suas visitas à comunidade.